# Grube Gottesehre
Die Grube Gottesehre ist ein stillgelegtes Bergwerk in Oberbildstein bei Urberg im Südschwarzwald.

## Geschichte

### Anfänge
In dem seit 1328 nachzuweisenden Bergbaugebiet bei Urberg und Bildstein wurde im Mittelalter auf dem Ruprecht Gangzug, dem bedeutendsten Gangzug des Hotzenwalds, im Ruprechtstollen Blei- und Silbererze abgebaut. Die Erze wurden von Hand aufgeklaubt und in entfernte Schmelzhütten verbracht, vorrangig in die Schmelzhütte im Münstertal. Um 1750 wurde das Silbererz auch zu Ausbeutemünzen geprägt. Die Stollen und Gänge wurden immer wieder für längere Zeit aufgelassen und dann wieder neu aufgefahren oder neu angelegt. 
Am 18. Dezember 1815 bat Konrad Hebi aus Villingen, der auch die Salzvorkommen in Bad Dürrheim entdeckt hatte, um die Erlaubnis zur Wiederaufnahme des Betriebs der Grube am Bildstein, er erhielt sie auch am 14. Februar 1816, starb jedoch schon bald darauf. Der Steiger der Erzinspektion Klettgau der die Bohnerzwäscherei überwachte, erstellte ein Gutachten. Forstmeister Gerber wies 1815 darauf hin, dass der Urbach die Grenze zwischen dem Zwing und Bann St. Blasien und der Grafschaft Hauenstein bilde, die alte Ruprecht Grube im Winterholz sich auf Gebiet von Bildstein befinde und somit zu St. Blasien gehöre.
1817 nahm Christian Leberecht Paul den Betrieb wieder auf. Er hatte bereits das Vitriolwerk Todtmoos-Schwarzenbach aufgebaut und nahm nun auch die Grube Reicher Segen Gottes in Schallsingen bei Schliengen, die Grube Hermann am Waßen bei Görwihl und die nun erstmals als Grube Neue Hoffnung Gottes genannte Grube in Betrieb. 1819 errichtete er ein Pochwerk. Die Ausbeute an Blei- und Silbererzen reichte jedoch kaum für den Erhalt des Betriebs, 1820 wurden die Arbeiten eingestellt.
Im Oktober 1829 untersuchte Friedrich August Walchner das Grubengebiet und es wurden einige neue Stollen aufgefahren, diese Tätigkeiten endeten bereits 1835 wieder. 
1868 wurde erstmals Flussspat gefördert, 1877 wurde der Betrieb eingestellt. 1900 wurden die Felder neu verliehen, projektiert auf Blei und Silbererze.

### Neuzeit
1952 untersuchte die Firma Fluß- und Schwerspatwerke Pforzheim GmbH das Gebiet erneut auf Fluss- und Schwerspat, 1954 wurde der Betrieb aufgenommen. Die Aufbereitung erfolgt nach Transport über den Rheinhafen Rheinfelden in den Rheinhafen Karlsruhe in der dortigen Flotationsanlage. 1984 waren die Vorräte weitgehend erschöpft. Explorationen wurden noch bis 1987 fortgeführt, mangels weiterer Vorkommen aber aufgegeben. Bei Sammlern beliebt war die Abraumhalde, auf der manche schöne Stücke gefunden wurden, unter anderem auch gediegen Silber. Heute gibt es vor Ort ein Mineralienmuseum. Die Einrichtung als Schaubergwerk konnte nicht verwirklicht werden.

## Mineralien (Auswahl)
- Uranospinit
- Anglesit
- Cerussit
- Galenit
- Silber
- Fluorit
- Baryt